# Litsea hupehana
Litsea hupehana Hemsl. – gatunek rośliny z rodziny wawrzynowatych (Lauraceae Juss.). Występuje naturalnie w południowych Chinach – w zachodniej części prowincji Hubei oraz we wschodnim Syczuanie. 

## Morfologia
PokrójZimozielone drzewo dorastające do 10 m wysokości. Młode pędy są owłosione i mają szarawą barwę.
LiścieNaprzemianległe. Mają kształt od lancetowatego do eliptycznego. Mierzą 10–13 cm długości oraz 2–3,5 cm szerokości. Nasada liścia jest klinowa lub zaokrąglona. Blaszka liściowa jest o ostrym lub spiczastym wierzchołku. Ogonek liściowy jest nagi i dorasta do 10–18 mm długości.
KwiatySą niepozorne, jednopłciowe, zebrane po 4–5 w baldachy, rozwijają się w kątach pędów. Okwiat jest zbudowany z 6 listków o owalnym kształcie. Kwiaty męskie mają 9 owłosionych pręcików.
OwoceMają kulisty kształt, osiągają 7–8 mm średnicy.

## Biologia i ekologia
Roślina dwupienna. Rośnie w lasach. Występuje na wysokości od 900 do 1400 m n.p.m. Kwitnie od sierpnia do września, natomiast owoce dojrzewają od maja do czerwca.